# 胡氏肉桂
胡氏肉桂（学名：Cinnamomum macrostemon）为樟科肉桂屬下的一个种。

## 扩展阅读
- 維基物種上的相關：胡氏肉桂